# Shire of Capel
Shire of Capel is een Local Government Area (LGA) in de regio South West in West-Australië. Shire of Capel telde 18.175 inwoners in 2021. De hoofdplaats is Capel.

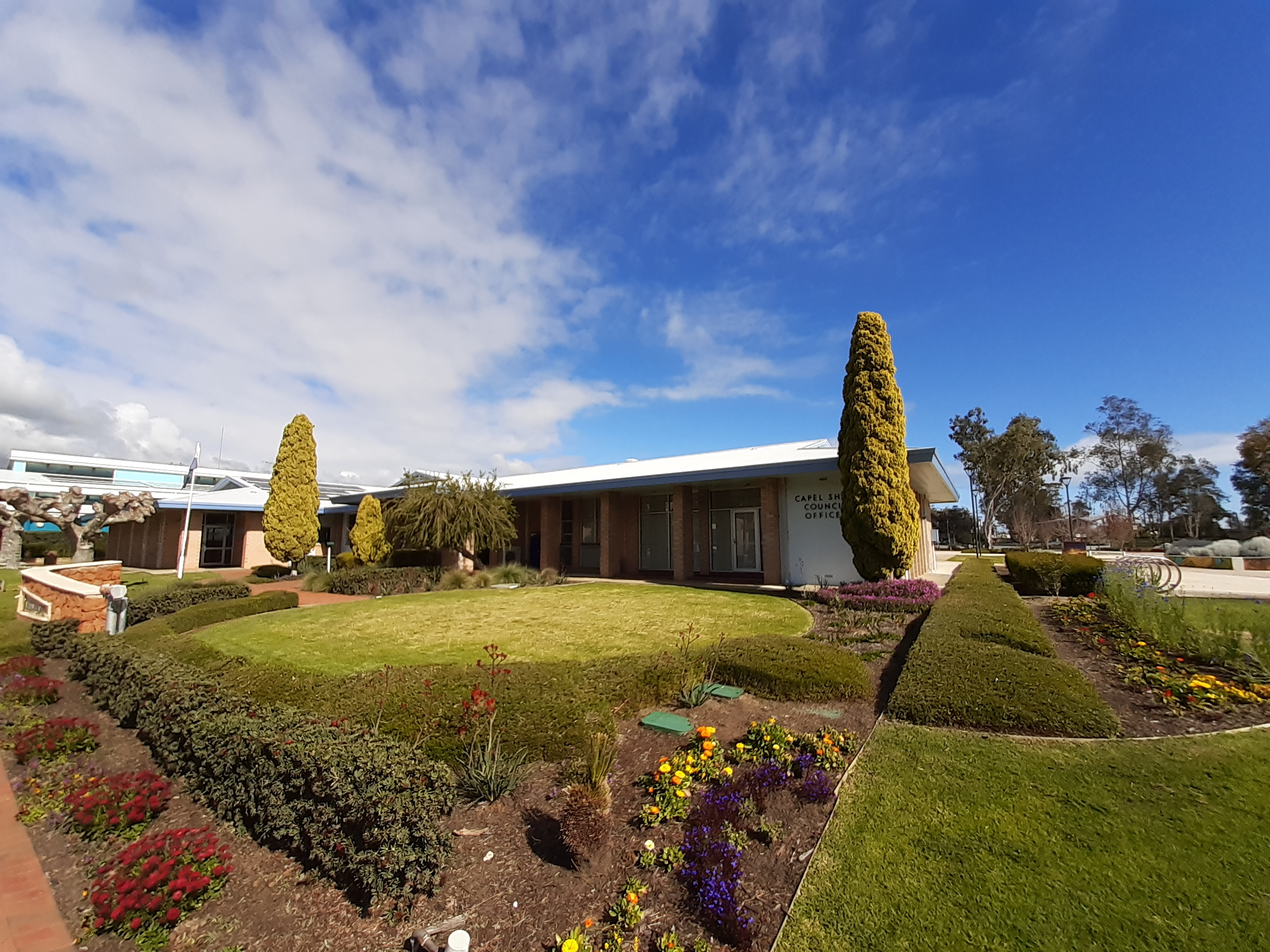
Districtsgebouw in 2020

## Geschiedenis
Op 15 juni 1894 werd het 'Bunbury Road District' opgericht. Het district werd tot het 'Capel Road District' hernoemd op 26 juli 1907.
Ten gevolge de 'Local Government Act' van 1960 veranderde het district weer van naam en werd op 23 juni 1961 de 'Shire of Capel'.

## Beschrijving
De 'Shire of Capel' is ongeveer 550 km² groot. De streek kent een grote biodiversiteit en herbergt het laatste Tuartbos in het nationaal park. Land-, wijn en tuinbouw zijn er de belangrijkste economische sectoren. Er worden ook minerale zanden ontgint waaruit titanium en zirkoon worden onttrokken.
Het district ligt in de regio South West, ongeveer 200 kilometer ten zuiden van de West-Australische hoofdstad Perth en een kleine 30 kilometer van Geographe Bay. In 2021 telde het 18.175 inwoners, tegenover 10.206 in 2006. Minder dan 5% van de bevolking is van inheemse afkomst.

## Plaatsen, dorpen en lokaliteiten
- Capel
- Boyanup
- Capel River
- Dalyellup
- Elgin
- Forrest Beach
- Gelorup
- Gwindinup
- Ludlow (gedeeltelijk)
- North Boyanup
- Peppermint Grove Beach
- Stirling Estate
- Stratham
- The Plains